# Сутункин Брод
Суту́нкин Брод — деревня в Кемеровском районе Кемеровской области. Входит в состав Щегловского сельского поселения.

## География
Центральная часть населённого пункта расположена на высоте 158 метров над уровнем моря.

## Население
По данным Всероссийской переписи населения 2010 года, в деревне Сутункин Брод проживает 2 мужчин.